# 赫尔曼·诺伊贝格尔

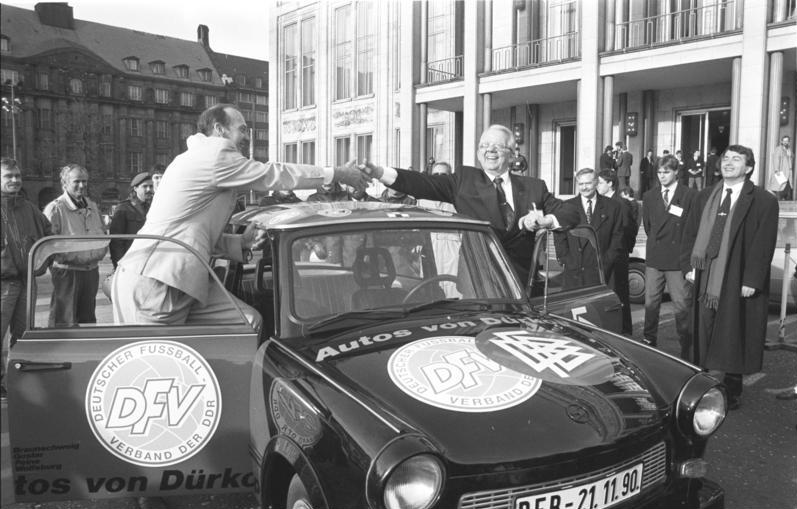
1990年11月，德国东北足球协会将一辆特拉班特轿车通过诺伊贝格尔赠予德国足协

赫尔曼·诺伊贝格尔（德語：Hermann Neuberger，1919年12月12日—1992年9月27日）是德国足球协会的第七任主席，于1975年至1992年在位。

## 生平

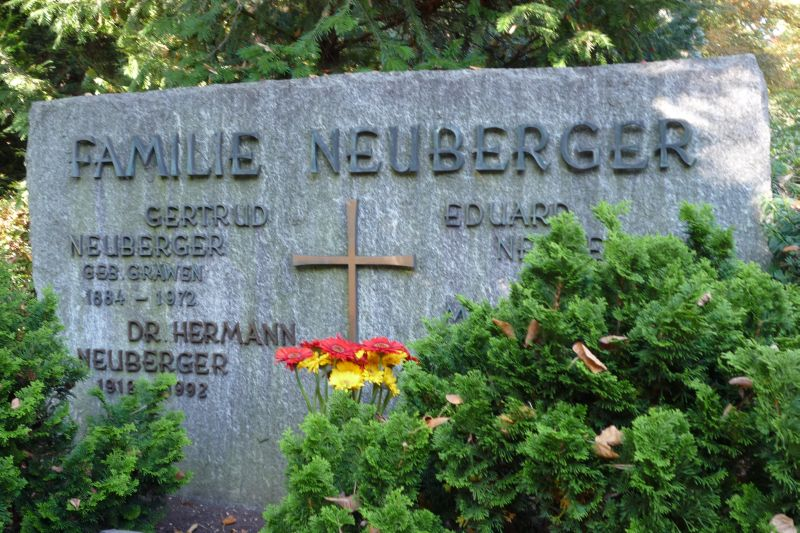
诺伊贝格尔在萨尔布吕肯的墓碑

诺伊贝格尔作为一名来自萨尔州的专业记者，在1975年10月25日于汉堡举行的德国足协联邦议会中当选为德国最大的体育协会——德国足协的第七任主席。但其在就任德国足协主席之前也曾担任过萨尔足球协会主席，并是积极倡导创建德国足球甲级联赛的“德甲之父”。其最大的荣誉是作为首要组织者促成了1974年世界杯在德国举办。1974年，他当选为国际足联副主席，并在后来主导了1978年和1990年世界杯的举办。他一直担任国际足联副主席和德国足协主席直至去世。
在他任职期间，德国国家足球队先后获得了1980年欧洲杯冠军、1982年和1986年世界杯亚军，以及1990年世界杯冠军。他还在1978年委任了尤普·德瓦尔取代赫尔穆特·舍恩成为国家队主教练。6年后，国家队主教练的职位由弗朗茨·贝肯鲍尔接任，并在1990年更换为贝尔蒂·福格茨。
1992年9月27日，诺伊贝格尔因癌症医治无效于洪堡大学附属医院逝世。为了纪念这位功勋主席，德国足协设于法兰克福的总部“赫尔曼·诺伊贝格尔之家（Hermann-Neuberger-Haus）”以及萨尔布吕肯的赫尔曼·诺伊贝格尔体育学院如今都以他的名字命名。其出生地弗尔克林根也有以他名字命名的体育馆、体育场和中学，并为其树立了雕像。此外，萨尔州体育协会每年也会颁发赫尔曼·诺伊贝格尔奖（Hermann-Neuberger-Preis），以表彰在人才挖掘、人才培养及竞技发展等领域中作出杰出贡献的体育俱乐部。